# Reiyukai

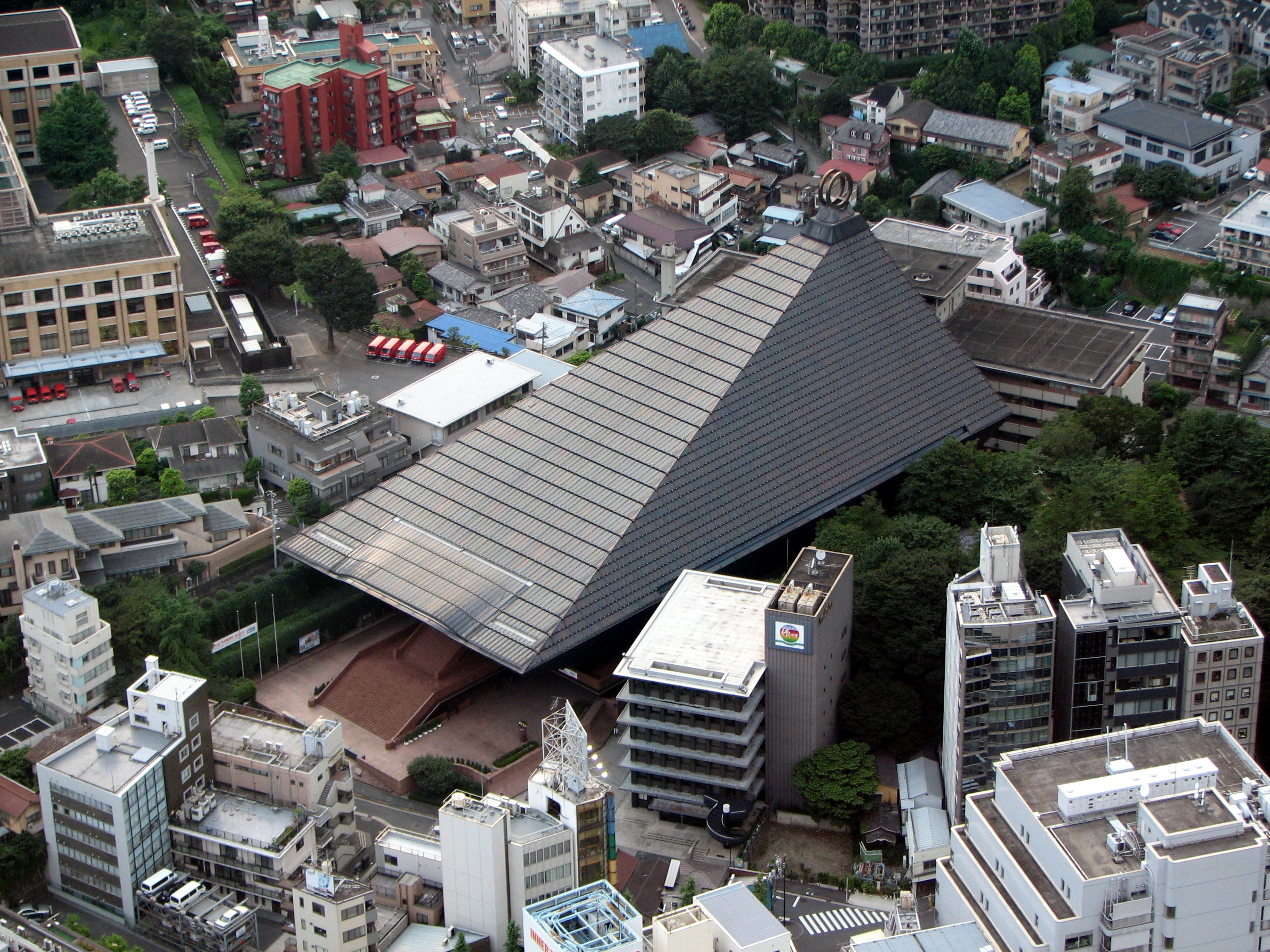

Reiyukai (霊友会 en Japonais, association de l'amitié spirituelle) est une organisation religieuse bouddhique japonaise. Elle fait partie des Shinshūkyō, nouveaux mouvements religieux au Japon. Elle est parfois dénoncée comme sectaire (en France dans un rapport parlementaire de 1995), et classée au Japon parmi les lobbies de l'extrême-droite nationaliste.
Créée en 1920 au Japon, implanté en France en 1979, le Reiyukai appartient à l'école du Mahayana, qui affirme que l'Éveil est accessible à tous les êtres. Il déclarait 3 millions de membres dans le monde au début des années 2000, avec des centres implantés en à l'étranger. Une étude récente (2018) évalue ses membres à 1,5 million de personnes.
Ce mouvement s’appuie essentiellement sur le Soutra du Lotus, considéré dans le bouddhisme Mahayana comme l'enseignement ultime du Bouddha Shakyamuni, et notamment sur deux concepts essentiels : l’affirmation, d’une part, que tous les êtres sans distinction, peuvent suivre le chemin de l’Éveil, et l’assertion, d’autre part, que le développement du potentiel humain et spirituel de chacun repose sur des pratiques accomplies au sein de la vie quotidienne.
Il invite à suivre l’exemple des bodhisattvas du Soutra du Lotus qui œuvrent pour le bonheur des êtres.
En 2010 et 2013, le journal Charente Libre consacre deux articles au Reiyukai français le qualifiant de mouvement sectaire, notamment à partir des témoignages de membres,.

## Histoire

### Au Japon
Kakutaro KUBO (1892-1944)
Kakutaro Kubo fonde le bouddhisme Reiyukai au Japon en 1920.
Convaincu que la prospérité de toute société est liée au niveau de conscience et d’humanité des individus qui la composent, il étudie particulièrement la Trilogie du Soutra du Lotus, à l’automne 1919, et commence à l’étudier et à en pratiquer quotidiennement la récitation. Il saisit une idée maîtresse de cet enseignement : les êtres humains doivent donner une dimension essentielle à leur vie par leurs propres efforts. Grâce au progrès du système éducatif, presque tous ses compatriotes savent lire et écrire. Il réalise que, pour la première fois dans l’histoire, les conditions sont réunies pour que tous les citoyens aient directement accès à l’enseignement du Bouddha et s’engagent pleinement dans la pratique de cet enseignement. Il fonde alors le bouddhisme laïque Reiyukai.
Kimi KOTANI (1901-1971)
À la mort du fondateur en 1944, sa belle-sœur Kimi Kotani devient la première présidente et assume l'ensemble des fonctions de direction. Sous son influence, le mouvement accroît son développement. Selon elle, il est essentiel, dans cette période d’après-guerre, d'œuvrer à la construction de l'être humain : elle invite les pratiquants à redoubler d'efforts, en vue de leur évolution et de l'épanouissement de tous. À partir de 1950, le Reiyukai accorde aussi une attention plus particulière à la jeunesse et crée, pour eux, des lieux de rencontres et de pratique, édifie un collège et un lycée dont l'objectif essentiel est le développement harmonieux de la personne, en dehors de tout esprit de compétition.
Tsugunari KUBO
À la mort de Kimi Kotani en 1971, Tsugunari Kubo, son neveu, lui succède.
Docteur en philosophie indienne, auteur de nombreux ouvrages consacrés à l’analyse de la philosophie bouddhiste et à l’étude de textes bouddhiques,, en particulier du Soutra du Lotus, il offre une analyse intellectuelle des fondements philosophiques de la pratique du Reiyukai. À son initiative, le Reiyukai se dote d’une bibliothèque d’œuvres bouddhiques rares que consultent les spécialistes du monde entier,, et fonde à Tokyo l’Université Internationale d’Études Bouddhiques.
Il est contraint de démissionner en 1996 à la suite d'un scandale sexuel étalé dans les pages des magazines hebdomadaires. Il avait fondé une seconde famille en dehors de son couple et sa femme se sépara de lui et les anciens le forcèrent à démissionner, mais pas avant que les plus fervents partisans de Kubo ne se rallient à lui en formant un groupe dissident appelé Inner Trip Reiyukai International en 1996. Cette demission forcée, entraina une forte baisse du nombre d'adhérent du Reiyukai (environ 43% des membres).
Masaharu SUEYOSHI a été élu 5e président après le décès d'Ichitaro Ogata survenu le 6 avril 2013.
Un temple à Tokyo dont la construction a été financée par des dons privés peut accueillir jusqu'à 3500 personnes.

### Du Japon à la France
L'association française Reiyukai, régie par la loi du 1er juillet 1901, enregistrée à la préfecture de Loire-Atlantique, a été fondée en 1975. Elle devient membre de l’Union bouddhiste européenne (European Buddhist Union) en 1997, ses objectifs étant de favoriser le développement de relations amicales entre les organisations bouddhistes d’Europe et leur coopération sur des sujets d’intérêt commun, leur permettre de travailler en synergie et de favoriser ainsi la connaissance de cet enseignement.
Claudine Shinoda, directrice spirituelle au sein du Reiyukai, est élue vice-présidente de l’Union Bouddhiste Européenne en 2002, et présidente en 2005.
En France, le Reiyukai est parfois désigné comme une secte par la presse et les pouvoirs publics.
La Miviludes explique avoir reçu 16 interrogations le concernant entre 2018 et 2020 dans son rapport 2021.
Le Reiyukai est aussi inscrit dans le rapport de la commission parlementaire sur les sectes en 1995.

## Doctrine
Il s'inspire du bouddhisme Nichiren et s’appuie sur 3 soutras : le Soutra du Lotus, le Soutra de la Pleine Conscience selon la méthode du bodhisattva Vertu Universelle et le Soutra aux Sens Innombrables. Les fondateurs du Reiyukai ont sélectionné des extraits essentiels de ces 3 soutras pour constituer le soutra bleu et permettre aux membres une récitation quotidienne compatible avec la vie des laïcs.
Le Soutra bleu s’ouvre sur l’évocation de tous les bodhisattvas qui ont contribué à préserver et faire connaître ces soutras. L’ensemble du soutra bleu est un encouragement à suivre le chemin des bodhisattvas qui souhaitent leur propre éveil et celui de tous les êtres.

## Liens avec l'extrême-droite
Le Reiyukai est proche de l'organisation ultra-nationaliste japonaise Nippon Kaigi.
Dans son article consacré au principe de séparation de l'État et de la religion au Japon, Eric Seizelet décrit l'orientation politique du Reiyukai comme "franchement nationaliste". La secte est proche du Parti Libéral-Démocrate, nationaliste et conservateur. Le sénateur Kuse Kimitaka a expliqué en 2000 qu’un personnage important de cette secte avait payé 100 millions de yens au titre de l’adhésion au PLD de 33 333 fidèles.
On compte parmi ses membres l'ancien gouverneur de Tokyo et figure de l'extrême-droite japonaise Shintaro Ishihara. Dans l'article Religions et politique au Japon de 2006, Ôtomo Ryû indique "la Reiyûkai, qui est connue pour ses liens avec Ishihara Shintaro, le gouverneur de Tokyo considéré souvent comme un Le Pen nippon."